# Булдакова (деревня)
Булдакова — деревня в Камышловском районе Свердловской области России, входит в состав Зареченского сельского поселения.

## Географическое положение
Деревня Булдакова расположена в 16 километрах (по автодорогам в 22 километрах) к юго-востоку от города Камышлова, на обоих берегах реки Скатинки (правого притока реки Пышмы), выше устья левого притока — реки Ольховки. К юго-западу от деревни и чуть выше по течению Скатинки расположена соседняя деревня Ожгиха.

## Население
| 2002 | 2010 | 2021 |
| ---- | ---- | ---- |
| 304  | ↘259 | ↘154 |